# Johnny Cash with His Hot and Blue Guitar
 (février 2024).
La mise en forme du texte ne suit pas les recommandations de Wikipédia : il faut le « wikifier ».
Les points d'amélioration suivants sont les cas les plus fréquents :
- Les titres sont pré-formatés par le logiciel. Ils ne sont ni en capitales, ni en gras.
- Le texte ne doit pas être écrit en capitales (les noms de famille non plus), ni en gras, ni en italique, ni en « petit »…
- Le gras n'est utilisé que pour surligner le titre de l'article dans l'introduction, une seule fois.
- L'italique est rarement utilisé : mots en langue étrangère, titres d'œuvres, noms de bateaux, etc.
- Les citations ne sont pas en italique mais en corps de texte normal. Elles sont entourées par des guillemets français : « et ».
- Les listes à puces sont à éviter, des paragraphes rédigés étant largement préférés. Les tableaux sont à réserver à la présentation de données structurées (résultats, etc.).
- Les appels de note de bas de page (petits chiffres en exposant, introduits par l'outil «  Source ») sont à placer entre la fin de phrase et le point final[comme ça].
- Les liens internes (vers d'autres articles de Wikipédia) sont à choisir avec parcimonie. Créez des liens vers des articles approfondissant le sujet. Les termes génériques sans rapport avec le sujet sont à éviter, ainsi que les répétitions de liens vers un même terme.
- Les liens externes sont à placer uniquement dans une section « Liens externes », à la fin de l'article. Ces liens sont à choisir avec parcimonie suivant les règles définies. Si un lien sert de source à l'article, son insertion dans le texte est à faire par les notes de bas de page.
- La présentation des références doit suivre les conventions bibliographiques. Il est recommandé d'utiliser les modèles {{Ouvrage}}, {{Chapitre}}, {{Article}}, {{Lien web}} et/ou {{Bibliographie}}. Le mode d'édition visuel peut mettre en forme automatiquement les références.
- Insérer une infobox (cadre d'informations à droite) n'est pas obligatoire pour parachever la mise en page.

Pour une aide détaillée, merci de consulter Aide:Wikification.
Si vous pensez que ces points ont été résolus, vous pouvez retirer ce bandeau et améliorer la mise en forme d'un autre article.
Albums de Johnny Cash
Johnny Cash Sings the Songs That Made Him Famous
Johnny Cash with His Hot and Blue Guitar est le premier album de l'artiste américain Johnny Cash, sorti le 11 octobre 1957 par le label Sun Records. L'album contenait quatre de ses plus grands hits: "I Walk the Line", "Cry! Cry! Cry!", "So Doggone Lonesome" et "Folsom Prison Blues". 

## Liste de titres[3]
| No  | Titre                         | Durée |
| --- | ----------------------------- | ----- |
| 1.  | The Rock Island Line          | 02:11 |
| 2.  | I Heard That Lonesome Whistle | 02:25 |
| 3.  | Country Boy                   | 01:49 |
| 4.  | If the Good Lord's Willing    | 01:44 |
| 5.  | Cry! Cry! Cry!                | 02:29 |
| 6.  | Remember Me                   | 02:01 |
| 7.  | So Doggone Lonesome           | 02:39 |
| 8.  | I Was There When It Happened  | 02:17 |
| 9.  | I Walk the Line               | 02:46 |
| 10. | The Wreck of the Old '97      | 01:48 |
| 11. | Folsom Prison Blues           | 02:51 |
| 12. | Doin' My Time                 | 02:40 |

## Crédits
- Johnny Cash - chant, guitare rythmique acoustique

The Tennessee Two
- Luther Perkins - guitare électrique solo
- Marshall Grant - contrebasse

Technique
- Sam Phillips - producteur
- Cary E. Mansfield - producteur de la réédition
- Bill Dahl - notes de pochette, producteur de la réédition
- Dan Hersch - remasterisation numérique
- Bill Pitzonka - direction artistique

## Classements
Singles - Billboard (États-Unis)
| Année | Titre               | Classement      | Position |
| ----- | ------------------- | --------------- | -------- |
| 1955  | Cry Cry Cry         | Country Singles | 14       |
| 1956  | Folsom Prison Blues | Pop Singles     | 17       |
| 1956  | Folsom Prison Blues | Country Singles | 3        |
| 1955  | So Doggone Lonesome | Country Singles | 4        |
| 1956  | I Walk the Line     | Country Singles | 1        |
| 1956  | I Walk the Line     | Pop Singles     | 17       |